# Thysanomitrion introflexum
Thysanomitrion introflexum là một loài rêu trong họ Dicranaceae. Loài này được Hedw. Arn. mô tả khoa học đầu tiên năm 1827.